# Andrew Koenig
Joshua Andrew Koenig, também conhecido como Josh Andrew Koenig ou Andrew Koenig (17 de agosto de 1968 - 25 de fevereiro de 2010), foi um ator, realizador, escritor e ativista dos direitos humanos norte-americano. Era filho do ator Walter Koenig e da atriz Judy Koenig.

## Filmografia
| Ano       | Título                         | Função                                               | Notas                                                            |
| --------- | ------------------------------ | ---------------------------------------------------- | ---------------------------------------------------------------- |
| 1973      | Adam-12                        | Garotinho                                            | Episódio: "Rampart Division: The Senior Citizens" (sem créditos) |
| 1985–1989 | Growing Pains                  | Richard "Boner" Stabone                              | 25 episódios                                                     |
| 1987      | My Sister Sam                  | Sr. Rudnick                                          | Episódio: "Go Crazy"                                             |
| 1988      | 21 Jump Street                 | Wally                                                | Episódio: "Champagne High"                                       |
| 1989      | My Two Dads                    | Jon                                                  | Episódio: "Você pode contar comigo"                              |
| 1990      | G.I. Joe: A Real American Hero | Emboscada Night Creeper Leader Vários Cobra Troopers | (Temporada 1)                                                    |
| 1993      | Star Trek: Deep Space Nine     | Tumak                                                | Episódio: " Santuário "                                          |
| 2003      | Batman: Dead End               | O piadista                                           | Filme de fã                                                      |
| 2006      | The Theory of Everything       | Scott                                                |                                                                  |
| 2008      | InAlienable                    | Emil                                                 | Longa metragem                                                   |
| 2010      | DaZe: Vol. Too — NonSeNse      | Vice-chanceler                                       |                                                                  |